# Сталинская премия в области литературы и искусства
Сталинская премия в области литературы и искусства была учреждена в начале 1940-х годов. За всё время её существования лауреатами премии стали 1706 человек, а на выплаты было потрачено 57,7 млн рублей.

## Многократные награждения
Лауреаты шести премий
Н. И. Боголюбов, И. П. Копалин, Н. П. Охлопков, К. М. Симонов, С. С. Прокофьев, И. А. Пырьев, Ю. Я. Райзман
Лауреаты пяти премий
- Л. В. Баратов
- В. Н. Беляев
- Л. В. Варламов
- Е. В. Вучетич
- А. Д. Дикий
- В. П. Ефанов
- А. Е. Корнейчук
- Кукрыниксы
- М. А. Ладынина
- Б. Н. Ливанов
- В. И. Мухина
- Н. Я. Мясковский
- М. И. Ромм
- К. В. Скоробогатов,
- Л. И. Степанова
- А. К. Тарасова
- Н. В. Томский
- Ф. Ф. Федоровский
- А. А. Хорава
- Н. К. Черкасов
- М. Э. Чиаурели
- Д. Д. Шостакович

Лауреаты четырёх премий
- И. И. Беляков
- А. Ф. Борисов
- Н. Е. Вирта
- М. Г. Геловани
- А. М. Герасимов
- Н. С. Голованов
- А. Н. Грибов
- В. В. Дмитриев
- В. В. Доброницкий
- Н. М. Дудинская
- А. И. Зражевский
- К. А. Зубов
- М. Н. Кедров
- О. В. Лепешинская
- Б. К. Макасеев
- В. П. Марецкая
- С. Я. Маршак
- М. Ф. Ошурков
- П. А. Павленко
- В. М. Петров
- Б. А. Покровский
- В. А. Рапопорт
- С. А. Семёнов
- К. М. Сергеев
- В. Я. Станицын
- И. М. Тоидзе
- Г. С. Уланова
- Ю. Ф. Файер
- А. И. Хачатурян
- Б. П. Чирков
- А. В. Шеленков
- А. В. Щусев
- Ф. М. Эрмлер

Лауреаты трёх премий
- А. Ф. Амтман-Бриедит
- В. И. Анджапаридзе
- Н. А. Анненков
- М. Ф. Астангов
- С. П. Бабаевский
- Г. М. Бобров
- М. П. Болдуман
- В. В. Ванин
- А. А. Васадзе
- В. Л. Василевская
- П. В. Вильямс
- Б. И. Волков
- Б. И. Волчек
- С. А. Герасимов
- Р. М. Глиэр
- Е. Н. Гоголева
- В. А. Давыдова
- М. С. Донской
- А. Н. Душкин
- А. Н. Ермолаев
- М. И. Жаров
- В. Г. Захаров
- А. М. Згуриди
- А. П. Иванов
- И. В. Ильинский
- Д. Б. Кабалевский
- П. П. Кадочников
- Э. А. Капп
- Р. Л. Кармен
- А. Н. Кольцатый
- Л. В. Косматов
- Е. А. Кузьмина
- Г. Н. Леонидзе
- М. П. Максакова
- М. Г. Манизер
- В. В. Меркурьев
- В. В. Микоша
- С. В. Михалков
- И. А. Моисеев
- Ю. В. Монгловский
- Н. Д. Мордвинов
- М. М. Названов
- Г. М. Нэлепп
- В. Е. Павлов
- А. М. Пазовский
- В. Ф. Панова
- А. Д. Попов
- И. М. Посельский
- М. И. Прудкин
- В. И. Пудовкин
- Ф. Г. Раневская
- М. О. Рейзен
- И. А. Савченко
- Е. В. Самойлов
- С. А. Самосуд
- Л. Н. Свердлин
- Н. К. Симонов
- Р. Н. Симонов
- М. Я. Слуцкий
- И. Ф. Сеткина-Нестерова
- А. Т. Твардовский
- Э. К. Тиссэ
- Н. С. Тихонов
- А. Н. Толстой
- В. Э. Томберг
- Н. М. Ужвий
- В. А. Фроленко
- Б. Э. Хайкин
- Р. Б. Халушаков
- Н. С. Ханаев
- А. А. Ханов
- Т. Н. Хренников
- В. М. Чабукиани
- Д. Н. Чечулин
- М. И. Чулаки
- Ю. А. Шапорин
- С. С. Школьников
- Н. Д. Шпиллер
- М. М. Штраух
- В. В. Эйсымонт

## Ныне живущие лауреаты
Б. М. Неменский

## Списки лауреатов
- Лауреаты Сталинской премии в области литературы и искусства (1941)
- Лауреаты Сталинской премии в области литературы и искусства (1942)
- Лауреаты Сталинской премии в области литературы и искусства (1943)
- Лауреаты Сталинской премии в области литературы и искусства (1946)
- Лауреаты Сталинской премии в области литературы и искусства (1947)
- Лауреаты Сталинской премии в области литературы и искусства (1948)
- Лауреаты Сталинской премии в области литературы и искусства (1949)
- Лауреаты Сталинской премии в области литературы и искусства (1950)
- Лауреаты Сталинской премии в области литературы и искусства (1951)
- Лауреаты Сталинской премии в области литературы и искусства (1952)